# La Motte-Tilly
Pour les articles homonymes, voir La Motte.
La Motte-Tilly est une commune française, située dans le département de l'Aube en région Grand Est.
Cette commune, située à l'extrême ouest du département, à la limite avec le département de Seine-et-Marne est connue pour le château de La Motte-Tilly. Construit en 1755, restauré par le comte de Rohan-Chabot (1870-1964), sa fille Aliette de Rohan-Chabot, marquise de Maillé (1896-1972) l'a légué à la Caisse nationale des monuments historiques et des sites. Après d'importants travaux, le château est ouvert au public depuis 2013 pour de nombreuses manifestations culturelles et festivités.

## Géographie

### Localisation
La Motte-Tilly se situe complètement à l'ouest du département de l'Aube, à la limite avec le département de Seine-et-Marne

### Communes limitrophes
À vol d'oiseau, les cinq communes les plus proches du territoire sont Courceroy, Fontenay-de-Bossery, Gumery, Melz-sur-Seine et Le Mériot.
Les communes limitrophes de La Motte-Tilly sont :
| Melz-sur-Seine | Le Mériot           |                  |
| Courceroy      | La Motte-Tilly      | Nogent-sur-Seine |
| Gumery         | Fontenay-de-Bossery |                  |

### Géologie et relief
La superficie de la commune est de 1 159 hectares ; son altitude varie entre 58 et 91 mètres.

### Hydrographie

#### Réseau hydrographique
La commune est dans la région hydrographique « la Seine de sa source au confluent de l'Oise (exclu) » au sein du bassin Seine-Normandie. Elle est drainée par le canal de Derivation de Beaulieu a Villiers-sur-Seine, la Seine, le Resson, un bras de la Seine, le canal 01 de la commune de Courceroy, le canal 01 de la commune de Villiers-sur-Seine, le canal 01 de la Varenne, le canal Terray et divers autres petits cours d'eau,.
La Seine, un fleuve long de 775 km, coule dans le Bassin parisien et notamment dans le département de l’Aube en le traversant du sud-est au nord-ouest. Elle irrigue la commune dans sa partie ouest.
Le canal de Beaulieu, ou canal de dérivation de Beaulieu à Villiers-sur-Seine, est un canal navigable, long de 9 kilomètres, évitant les nombreux méandres de la Seine, au nord du fleuve, entre Le Mériot et Noyen-sur-Seine.
Le Resson, d'une longueur de 24 km, prend sa source dans la commune de La Saulsotte et se jette  dans la Seine à Villiers-sur-Seine, après avoir traversé neuf communes.

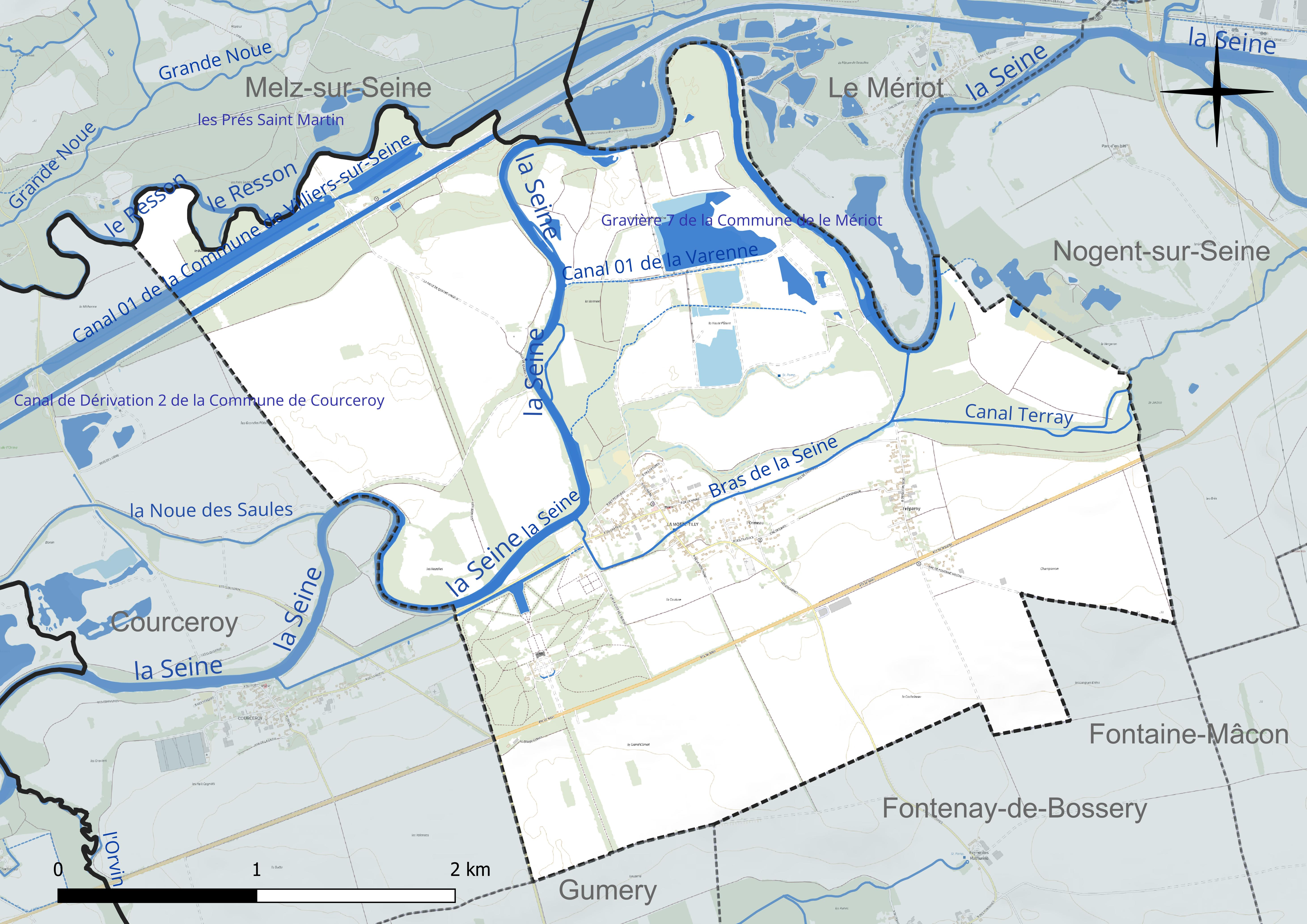
Réseau hydrographique de la Motte-Tilly.

Trois plans d'eau complètent le réseau hydrographique : le canal de dérivation 1 de la commune de Courceroy, d'une superficie totale de 12,3 ha (6,8 ha sur la commune), le canal de dérivation 1 de la commune de Melz sur Seine, d'une superficie totale de 6,2 ha (0,1 ha sur la commune) et le canal de dérivation 2 de la commune de la Motte Tilly (2,9 ha),.

#### Gestion et qualité des eaux
Le territoire communal est couvert par le schéma d'aménagement et de gestion des eaux (SAGE) « Bassée Voulzie ». Ce document de planification concerne le territoire du bassin versant de l'Armançon qui s’étend sur 1 710 km2 et se répartit sur trois départements (l'Aube, l'Yonne et la Marne). Le périmètre a été arrêté le 2 septembre 2016, le diagnostic a été validé le 29 novembre 2022. La structure porteuse de l'élaboration et de la mise en œuvre est le Syndicat mixte ouvert de l’eau potable, de l’assainissement collectif, de l’assainissement non collectif, des milieux aquatiques et de la démoustication (SDDEA), dont le siège est à Troyes.
La qualité des cours d’eau peut être consultée sur un site dédié géré par les agences de l’eau et l’Agence française pour la biodiversité.

### Climat
Pour des articles plus généraux, voir Climat du Grand Est et Climat de l'Aube.
En 2010, le climat de la commune est de type climat océanique dégradé des plaines du Centre et du Nord, selon une étude du Centre national de la recherche scientifique s'appuyant sur une série de données couvrant la période 1971-2000. En 2020, Météo-France publie une typologie des climats de la France métropolitaine dans laquelle la commune est exposée à un climat océanique altéré et est dans la région climatique Nord-est du bassin Parisien, caractérisée par un ensoleillement médiocre, une pluviométrie moyenne régulièrement répartie au cours de l’année et un hiver froid (3 °C).
Pour la période 1971-2000, la température annuelle moyenne est de 10,8 °C, avec une amplitude thermique annuelle de 15,7 °C. Le cumul annuel moyen de précipitations est de 673 mm, avec 11,4 jours de précipitations en janvier et 7,3 jours en juillet. Pour la période 1991-2020, la température moyenne annuelle observée sur la station météorologique de Météo-France la plus proche, « Bouy-sur-Orvin », sur la commune de Bouy-sur-Orvin à 8 km à vol d'oiseau, est de 11,4 °C et le cumul annuel moyen de précipitations est de 635,9 mm. 
La température maximale relevée sur cette station est de 42,4 °C, atteinte le 25 juillet 2019 ; la température minimale est de −20,5 °C, atteinte le 17 janvier 1985,,.
Les paramètres climatiques de la commune ont été estimés pour le milieu du siècle (2041-2070) selon différents scénarios d'émission de gaz à effet de serre à partir des nouvelles projections climatiques de référence DRIAS-2020. Ils sont consultables sur un site dédié publié par Météo-France en novembre 2022.

### Voies de communication et transports

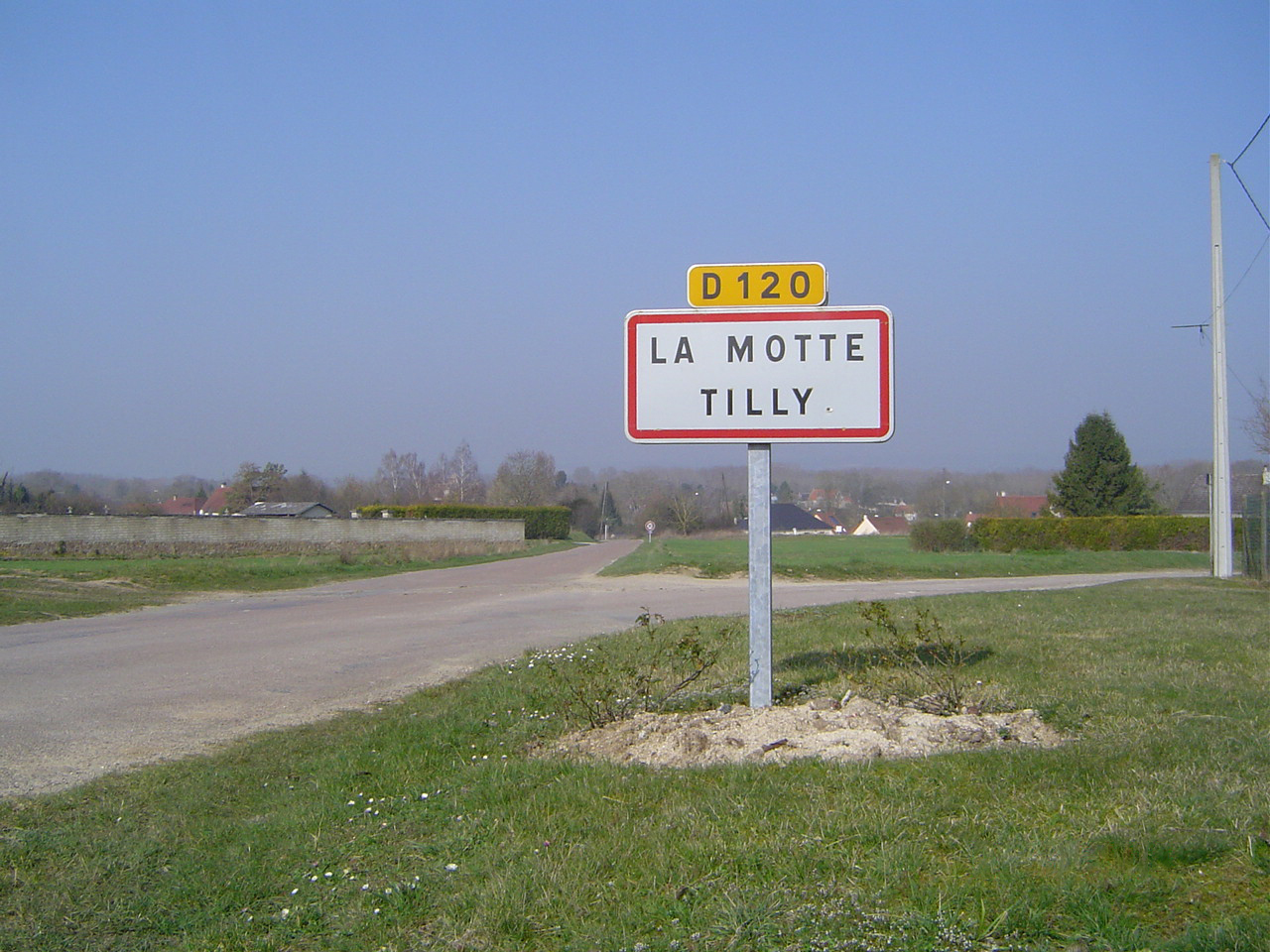
L'une des entrées de la commune.

Le bourg est proche de la route départementale D 951 dont la dangerosité est importante : un accident grave par an en moyenne, un accident mortel fin 2013.

## Urbanisme

### Typologie
Au 1er janvier 2024, La Motte-Tilly est catégorisée commune rurale à habitat dispersé, selon la nouvelle grille communale de densité à 7 niveaux définie par l'Insee en 2022.
Elle est située hors unité urbaine. Par ailleurs la commune fait partie de l'aire d'attraction de Nogent-sur-Seine, dont elle est une commune de la couronne,. Cette aire, qui regroupe 19 communes, est catégorisée dans les aires de moins de 50 000 habitants,.

### Occupation des sols
L'occupation des sols de la commune, telle qu'elle ressort de la base de données européenne d’occupation biophysique des sols Corine Land Cover (CLC), est marquée par l'importance des territoires agricoles (65,5 % en 2018), une proportion sensiblement équivalente à celle de 1990 (66,2 %). La répartition détaillée en 2018 est la suivante : 
terres arables (65,5 %), forêts (22,1 %), espaces verts artificialisés, non agricoles (4,8 %), eaux continentales (4 %), zones urbanisées (3,5 %). L'évolution de l’occupation des sols de la commune et de ses infrastructures peut être observée sur les différentes représentations cartographiques du territoire : la carte de Cassini (XVIIIe siècle), la carte d'état-major (1820-1866) et les cartes ou photos aériennes de l'IGN pour la période actuelle (1950 à aujourd'hui).

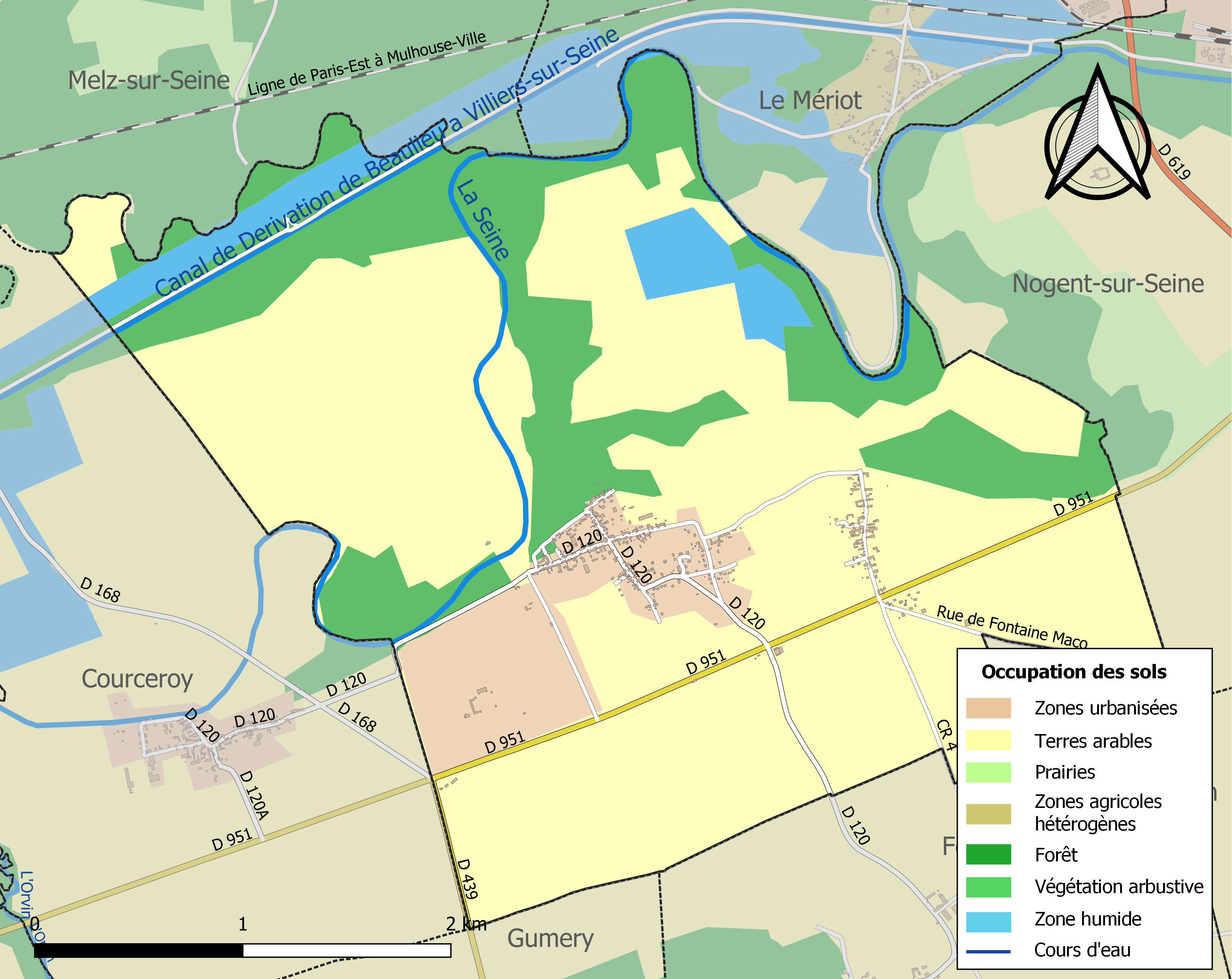
Carte des infrastructures et de l'occupation des sols de la commune en 2018 (CLC).

### Morphologie urbaine
Outre le bourg, le territoire de la commune compte les trois hameaux de Champarron, Ferme d'Isle et Fréparoy

### Logement

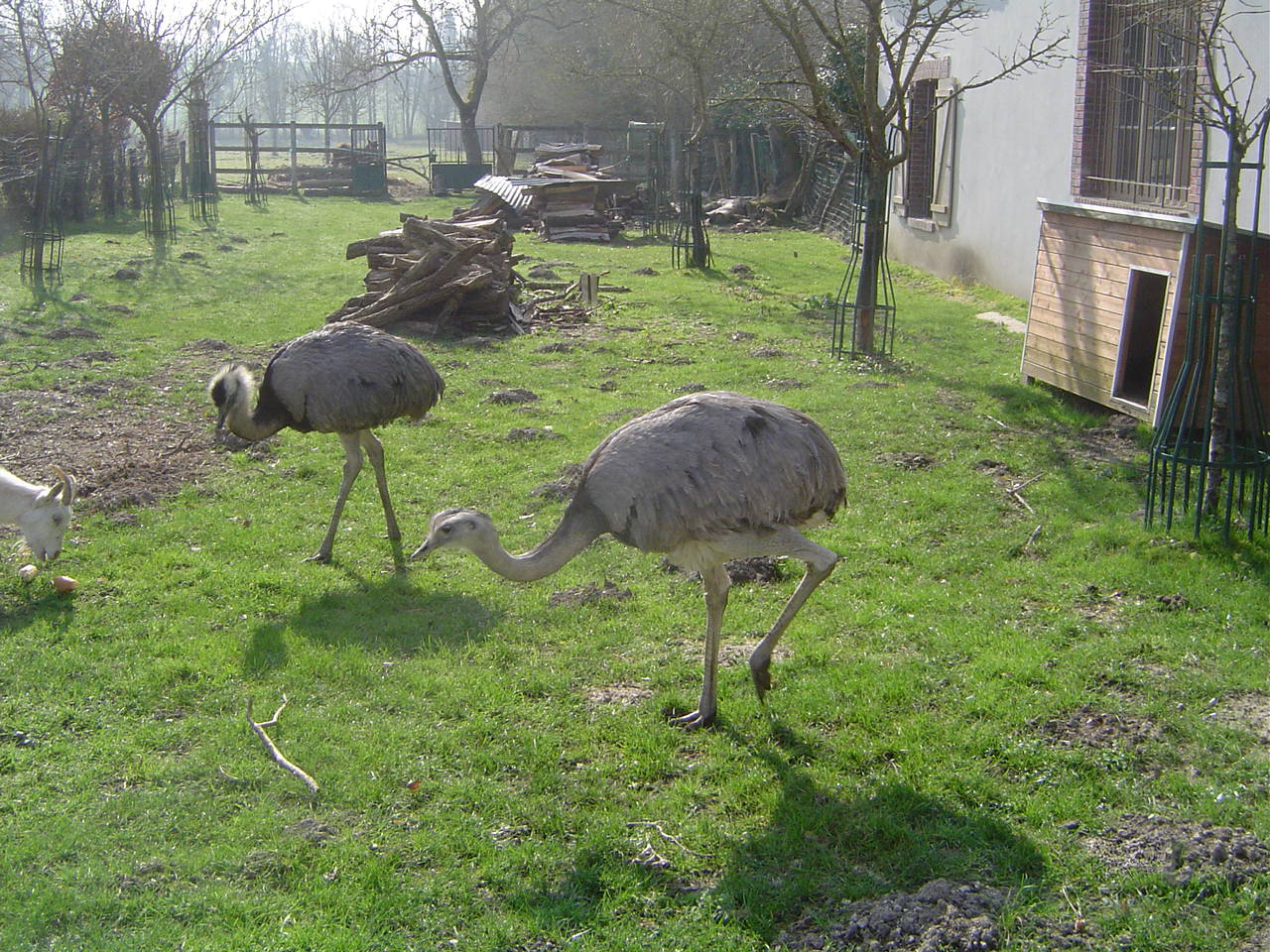
Jardin en ville.

En 2009, le nombre total de logements dans la commune était de 194, alors qu'il était de 177 en 1999.
Parmi ces logements, 77,8 % étaient des résidences principales, 18,5 % des résidences secondaires et 3,7 % des logements vacants. Ces logements étaient pour 97,9 % d'entre eux des maisons individuelles et pour 2,1 % des appartements.
La proportion des résidences principales, propriétés de leurs occupants était de 84,4 %, en légère hausse par rapport à 1999 (78,5 %).

### Projets d'aménagements
Depuis 2013, d'importants travaux de rénovation de l'église ont été lancés.

## Toponymie
Les noms attestés sont La Mottetilly en 1793 et La Motte-Thilly en 1801.

## Histoire
La terre de La Motte-Tilly a appartenu à Pierre des Essarts, grand trésorier de France, qui fut décapité sur la place des Halles pour exactions en juillet 1413, puis pendu au gibet de Montfaucon,.
Cette seigneurie appartenait  dès 1470 à Jean Raguier (1445-av.1504) de la célèbre famille Raguier. Grenetier de Soissons, Financier trésorier des guerres du duché de Normandie, chambellan du roi. Général des Finances, et son épouse Marie (alias Marguerite ) de Beauvarlet 27e Vidamesse de Châlon pour moitié.

## Politique et administration

### Tendances politiques et résultats
Au second tour de l'élection présidentielle de 2007, 63,90 % des suffrages se sont exprimés pour Nicolas Sarkozy (UMP), 36,10 % pour Ségolène Royal (PS), avec un taux de participation de 89,40 %.
Au second tour de l'élection présidentielle de 2012, 51,74 % des suffrages se sont exprimés pour Nicolas Sarkozy (UMP), 48,26 % pour François Hollande (PS), avec un taux de participation de 86,59 %.

### Administration municipale
Le nombre d'habitants de la commune étant compris entre 100 et 500, le nombre de membres du conseil municipal est de 11.

### Liste des maires

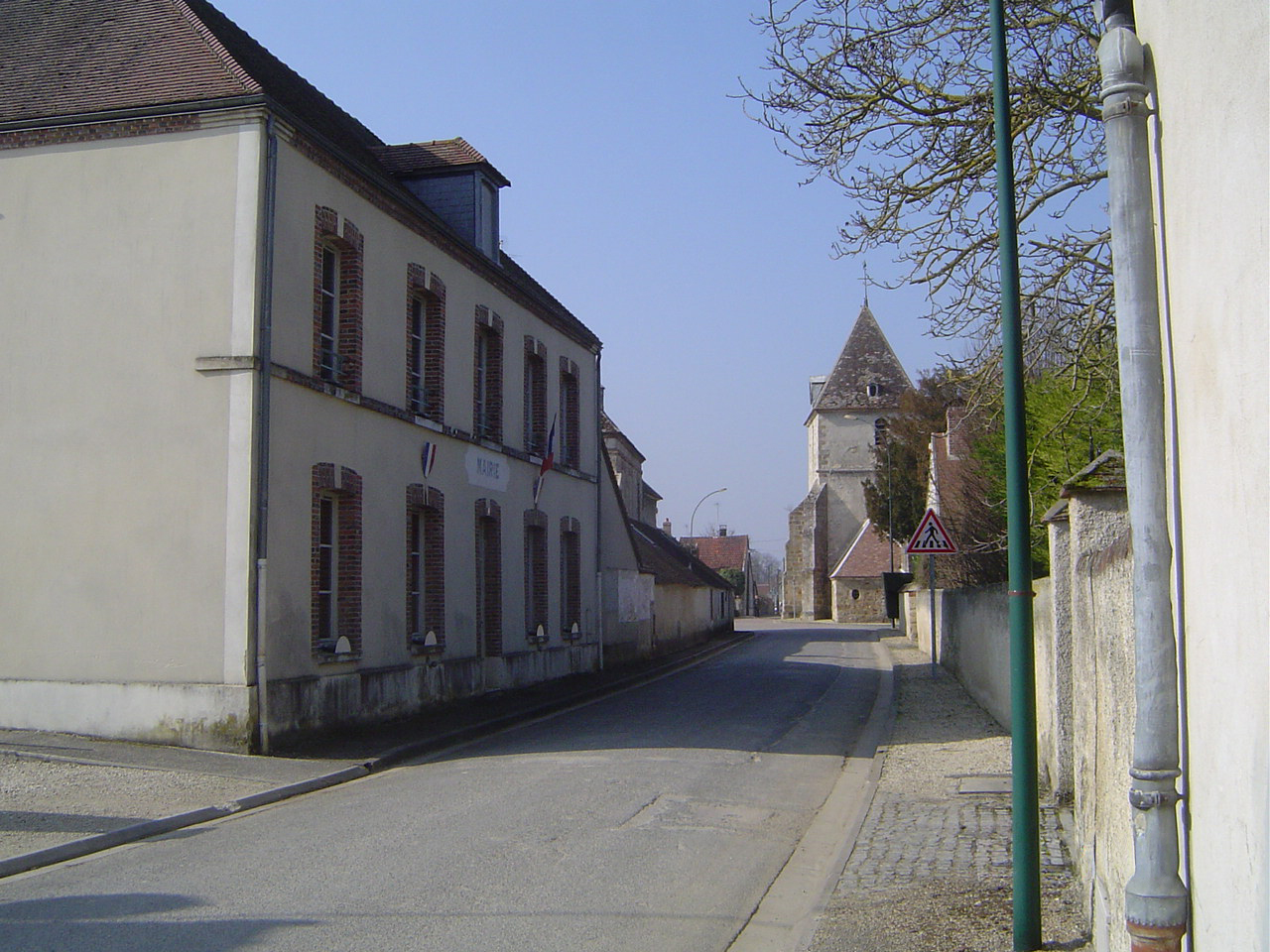
La mairie.

| Période                                  | Période   | Identité                        | Étiquette | Qualité     |
| ---------------------------------------- | --------- | ------------------------------- | --------- | ----------- |
| Les données manquantes sont à compléter. |           |                                 |           |             |
| juin 1794                                |           | Marquis Jean Rolland            |           |             |
| avant 1857                               |           | Marquis                         |           |             |
| vers 1860                                |           | Pierre Frain de la Villegontier |           |             |
| mars 1995                                | mars 2014 | Dominique Cartier               |           |             |
| mars 2014                                | En cours  | Olivier Doussot                 | LR        | Agriculteur |

### Instances judiciaires et administratives
La Motte-Tilly relève du tribunal d'instance de Troyes, du tribunal de grande instance de Troyes, de la cour d'appel de Reims, du tribunal pour enfants de Troyes, du conseil de prud'hommes de Troyes, du tribunal de commerce de Troyes, du tribunal administratif de Châlons-en-Champagne et de la cour administrative d'appel de Nancy.

### Finances locales
De 2008 à 2013, la capacité d'autofinancement nette du remboursement en capital des emprunts, après avoir été très négative est remontée à un niveau supérieur à celui des communes de même type :
| Année | Dans la commune | Moyenne de la strate |
| ----- | --------------- | -------------------- |
| 2008  | - 278 €         | 112 €                |
| 2009  | 32 €            | 110 €                |
| 2010  | - 108 €         | 112 €                |
| 2011  | 77 €            | 139 €                |
| 2012  | 245 €           | 150 €                |

### Jumelages
Au 17 mars 2014, La Motte-Tilly n'est jumelée avec aucune commune.

## Population et société

### Démographie
Les habitants de la commune sont appelés les Mottois.

#### Évolution démographique
L'évolution du nombre d'habitants est connue à travers les recensements de la population effectués dans la commune depuis 1793. Pour les communes de moins de 10 000 habitants, une enquête de recensement portant sur toute la population est réalisée tous les cinq ans, les populations de référence des années intermédiaires étant quant à elles estimées par interpolation ou extrapolation. Pour la commune, le premier recensement exhaustif entrant dans le cadre du nouveau dispositif a été réalisé en 2007.

En 2022, la commune comptait 369 habitants, en évolution de −3,4 % par rapport à 2016 (Aube : +0,7 %, France hors Mayotte : +2,11 %).
| 1793 | 1800 | 1806 | 1821 | 1831 | 1836 | 1841 | 1846 | 1851 |
| ---- | ---- | ---- | ---- | ---- | ---- | ---- | ---- | ---- |
| 360  | 447  | 501  | 470  | 512  | 512  | 506  | 509  | 524  |

| 1856 | 1861 | 1866 | 1872 | 1876 | 1881 | 1886 | 1891 | 1896 |
| ---- | ---- | ---- | ---- | ---- | ---- | ---- | ---- | ---- |
| 488  | 495  | 496  | 493  | 472  | 458  | 440  | 441  | 455  |

| 1901 | 1906 | 1911 | 1921 | 1926 | 1931 | 1936 | 1946 | 1954 |
| ---- | ---- | ---- | ---- | ---- | ---- | ---- | ---- | ---- |
| 440  | 407  | 400  | 371  | 315  | 333  | 315  | 331  | 305  |

| 1962 | 1968 | 1975 | 1982 | 1990 | 1999 | 2006 | 2007 | 2012 |
| ---- | ---- | ---- | ---- | ---- | ---- | ---- | ---- | ---- |
| 270  | 251  | 254  | 275  | 330  | 327  | 357  | 361  | 399  |

| 2017 | 2022 | - | - | - | - | - | - | - |
| ---- | ---- | - | - | - | - | - | - | - |
| 372  | 369  | - | - | - | - | - | - | - |

#### Pyramide des âges
En 2018, le taux de personnes d'un âge inférieur à 30 ans s'élève à 29,9 %, soit en dessous de la moyenne départementale (35,2 %). À l'inverse, le taux de personnes d'âge supérieur à 60 ans est de 28,2 % la même année, alors qu'il est de 27,7 % au niveau départemental.
En 2018, la commune comptait 167 hommes pour 201 femmes, soit un taux de 54,62 % de femmes, largement supérieur au taux départemental (51,41 %).
Les pyramides des âges de la commune et du département s'établissent comme suit.
| Hommes | Classe d’âge | Femmes |
| ------ | ------------ | ------ |
| 0,0    | 90 ou +      | 0,5    |
| 10,9   | 75-89 ans    | 9,1    |
| 20,5   | 60-74 ans    | 16,0   |
| 26,8   | 45-59 ans    | 20,3   |
| 16,6   | 30-44 ans    | 20,4   |
| 12,4   | 15-29 ans    | 11,7   |
| 12,8   | 0-14 ans     | 22,1   |

| Hommes | Classe d’âge | Femmes |
| ------ | ------------ | ------ |
| 0,8    | 90 ou +      | 2,1    |
| 7,4    | 75-89 ans    | 10,2   |
| 17,4   | 60-74 ans    | 18,4   |
| 19,4   | 45-59 ans    | 19     |
| 17,8   | 30-44 ans    | 17,3   |
| 18,3   | 15-29 ans    | 15,9   |
| 19     | 0-14 ans     | 17,1   |

### Enseignement
La Motte-Tilly est située dans l'académie de Reims.
La commune n'administre ni école maternelle ni école élémentaire.

### Manifestations culturelles et festivités
Chaque année depuis 2008, le Centre des monuments nationaux et la direction départementale des Archives et du patrimoine de l'Aube présentent les « Fantômes du château : rendez-vous avec l'histoire ».
2013 a vu l'organisation de la première édition de la « Fête du tilleul » à l'occasion de la floraison annuelle du tilleul. Cette manifestation est organisée en lien avec l'Office national des forêts qui propose de découvrir les plantes comestibles au sein du parc du château. De même, ce fut la première édition « Festival du film sur le XVIIIe siècle » présidé par Josiane Balasko.

### Sports
La commune dispose d'un club des sports et des loisirs. Des compétitions de cyclo-cross sont organisées à l'intérieur du parc du château sur « l'anneau bocager et sinueux du château ».

### Médias
Le quotidien régional L'Est-Éclair assure la publication des informations locales à la commune.
La commune ne dispose pas de nœud de raccordement ADSL installé dans cette commune, ni de connexion à un réseau de fibre optique. Les lignes téléphoniques sont raccordées à des équipements situés à Nogent-sur-Seine.

### Cultes
Seul le culte catholique est célébré à La Motte-Tilly. La commune est l'une des sept communes regroupées dans la paroisse « de Nogent sur Seine », l'une des six paroisses de l'ensemble « Forêts d’Othe et d’Armance » au sein du diocèse de Troyes, le lieu de culte est l'église paroissiale Saint-Pierre-et-Saint-Paul.

## Économie

### Revenus de la population et fiscalité
En 2011, le revenu fiscal médian par ménage était de 35 604 €, ce qui plaçait La Motte-Tilly au 7 039e rang parmi les 31 886 communes de plus de 49 ménages en métropole.
En 2009, 34,6 % des foyers fiscaux n'étaient pas imposables.

### Emploi
En 2009, la population âgée de 15 à 64 ans s'élevait à 237 personnes, parmi lesquelles on comptait 79,2 % d'actifs dont 73,2 % ayant un emploi et 6,1 % de chômeurs.
On comptait 38 emplois dans la zone d'emploi, contre 55 en 1999. Le nombre d'actifs ayant un emploi résidant dans la zone d'emploi étant de 174, l'indicateur de concentration d'emploi est de 21,7 %, ce qui signifie que la zone d'emploi n'offre qu'un emploi pour cinq habitants actifs.

### Entreprises et commerces
Au 31 décembre 2010, La Motte-TIlly comptait 26 établissements : 9 dans l’agriculture-sylviculture-pêche, 2 dans l'industrie, 3 dans la construction, 10 dans le commerce-transports-services divers et 2 étaient relatifs au secteur administratif.
En 2011, une entreprise a été créée à La Motte-Tilly.

## Culture locale et patrimoine

### Lieux et monuments

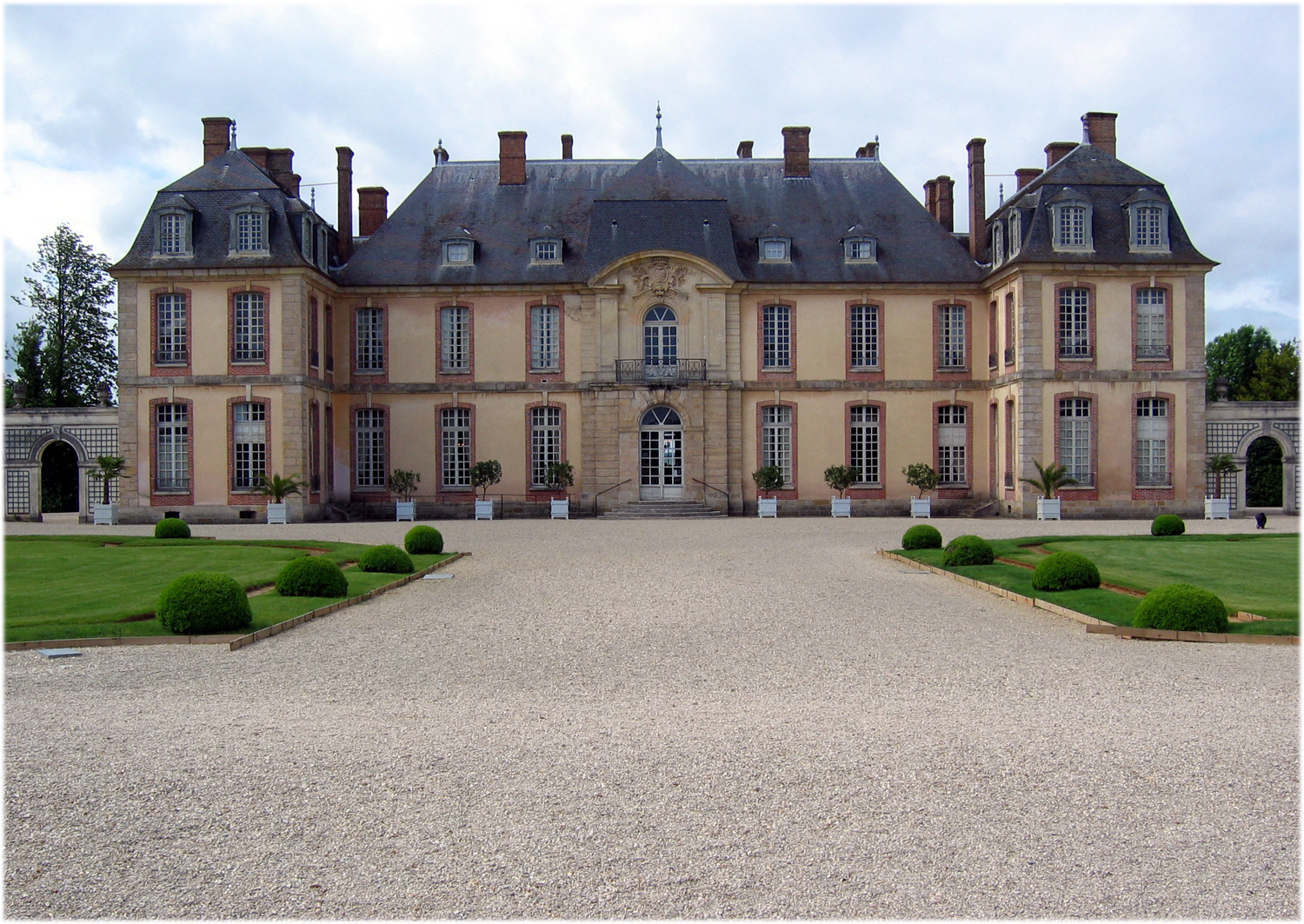
Le château de La Motte-Tilly.

La commune compte deux monuments répertoriés à l'inventaire des monuments historiques et aucun lieu ou monument répertorié à l'inventaire général du patrimoine culturel. Par ailleurs, elle compte un objet répertorié à l'inventaire des monuments historiques et 29 objets répertoriés à l'inventaire général du patrimoine culturel.

#### L'église paroissiale
L'église Saint-Pierre-Saint-Paul, « inscrite » depuis le 6 juillet 1925 est datée de la première moitié du XVIe siècle à la fin du XVIIIe siècle.
Cette église est remarquable par la chapelle consacrée à sainte Marguerite ; elle abrite le tombeau en marbre de l'abbé Joseph Marie Terray, dû au sculpteur Félix Lecomte, et « classé » depuis le 25 octobre 1919. Ce tombeau représente « Thémis, appuyée sur le médaillon de l'abbé Terray, accablée de la plus profonde douleur et déplorant la perte d'un magistrat si éclairé. Le génie des arts, couverte en partie d'un voile épais, et tenant d'une main le plan de la galerie où ce ministre se proposait de réunir et avait déjà presque réuni les productions de nos artistes vivants, tant sculpteurs que peintres, le pleure amèrement. Le deuil et les larmes du génie annoncent le goût du ministre pour les arts, et les regrets que lui inspire sa perte. Le bas-relief représente l'étude, la science, et la justice, qui lui donnent accès auprès du trône, où Louis XV le charge du gouvernement des finances. On remarque dans ce morceau une composition noble, sage et gracieuse : l’exécution en est soignée et fait beaucoup d'honneur à l'artiste. »,.
Par ailleurs, cette église renferme les 29 objets répertoriés à l'inventaire général du patrimoine culturel.

#### Le château
Le château de La Motte-Tilly, « classé » depuis le 16 septembre 1946, a été construit en 1755 sur les plans de l'architecte Nicolas Lancret. Il a été restauré par le comte de Rohan-Chabot, duc de Ravèse (1870-1964) puis par sa fille Aliette de Rohan-Chabot, marquise de Maillé (1896-1972). Présidente de l'association « La sauvegarde de l'art français », elle légua ce château et l'ensemble du domaine à la Caisse nationale des monuments historiques et des sites,. Après deux années de fermeture pour travaux, le château est de nouveau accessible aux visiteurs depuis mars 2013.
- Chapelle du château de La Motte-Tilly

Vues du château
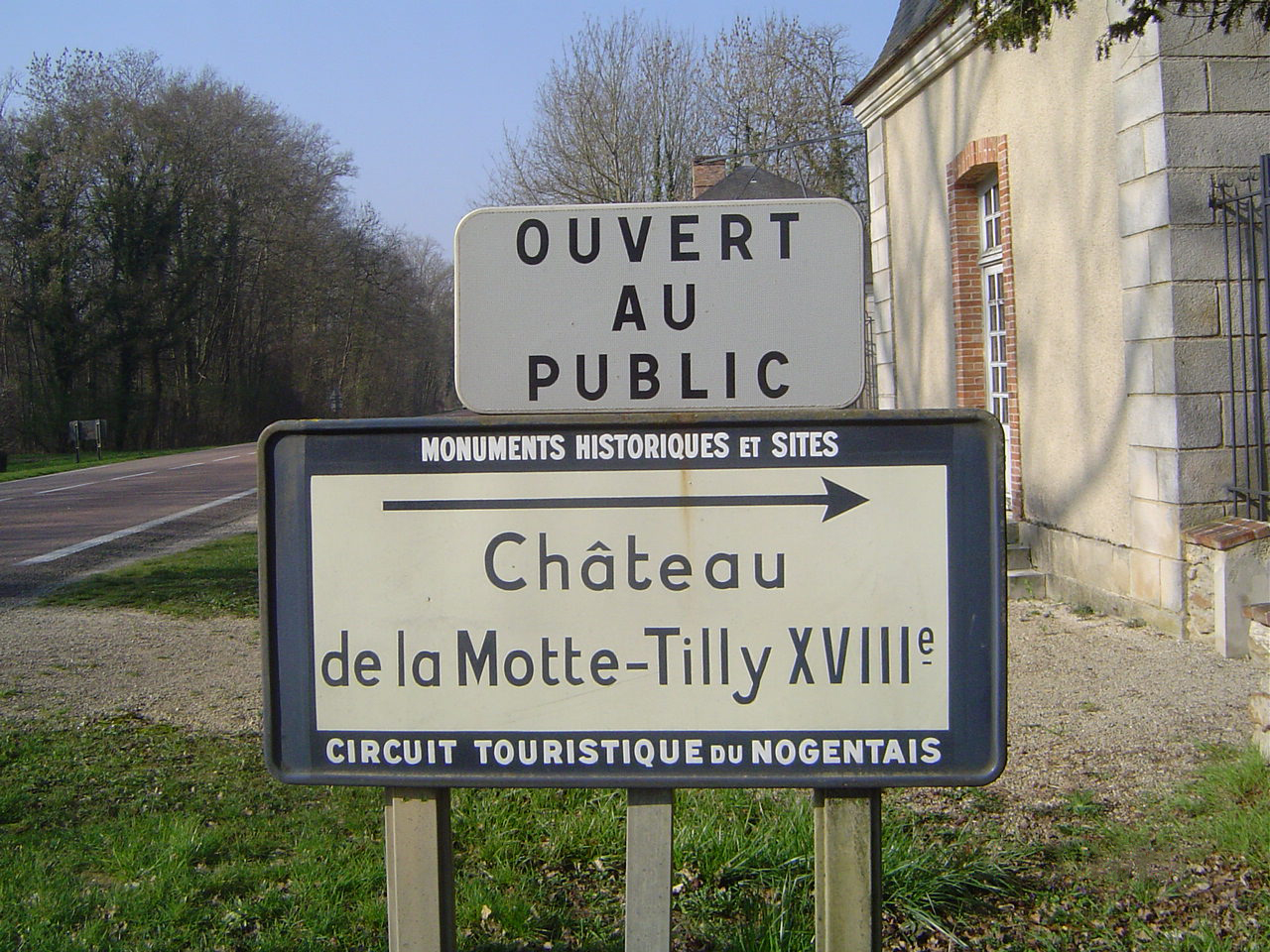
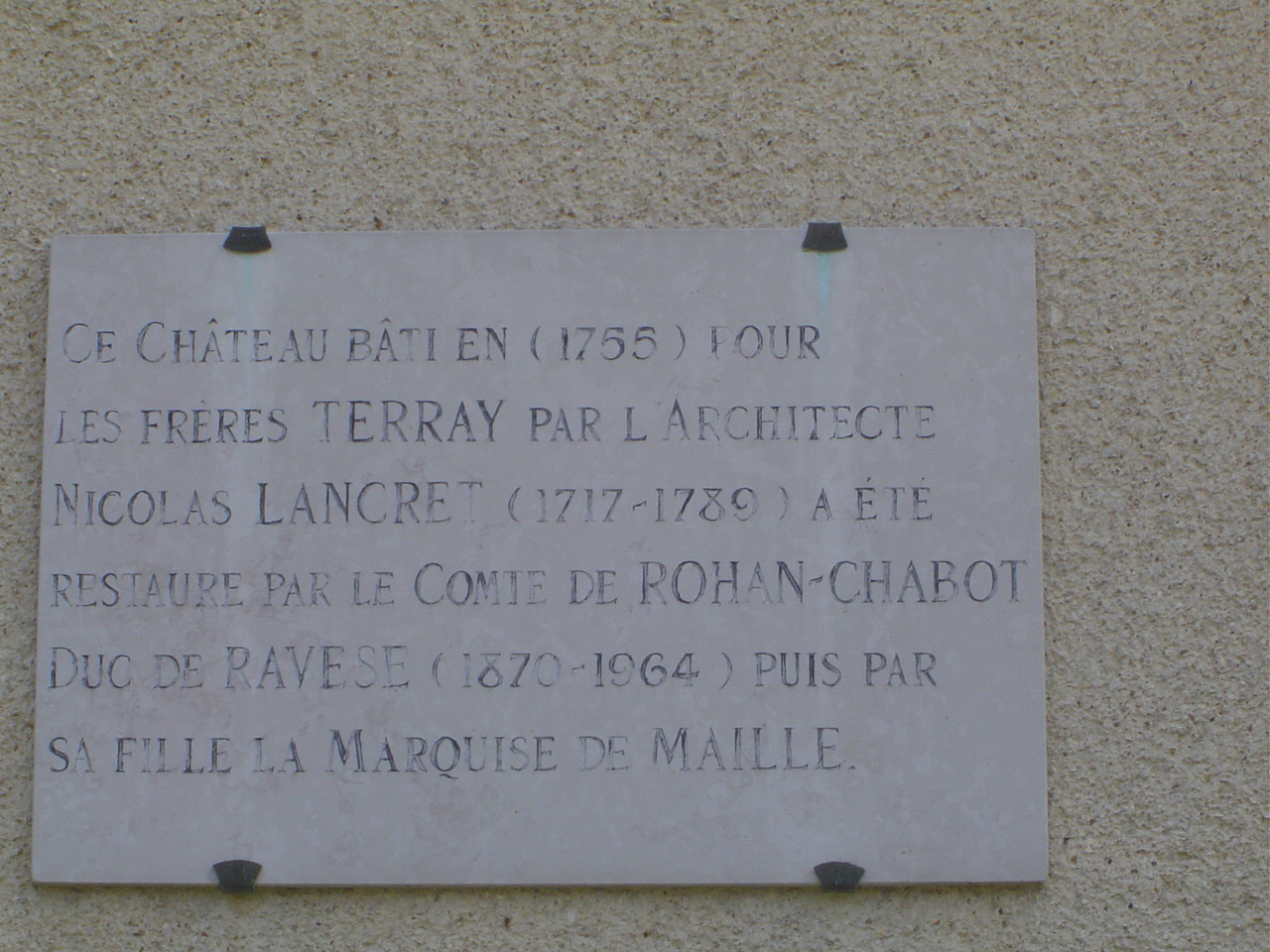
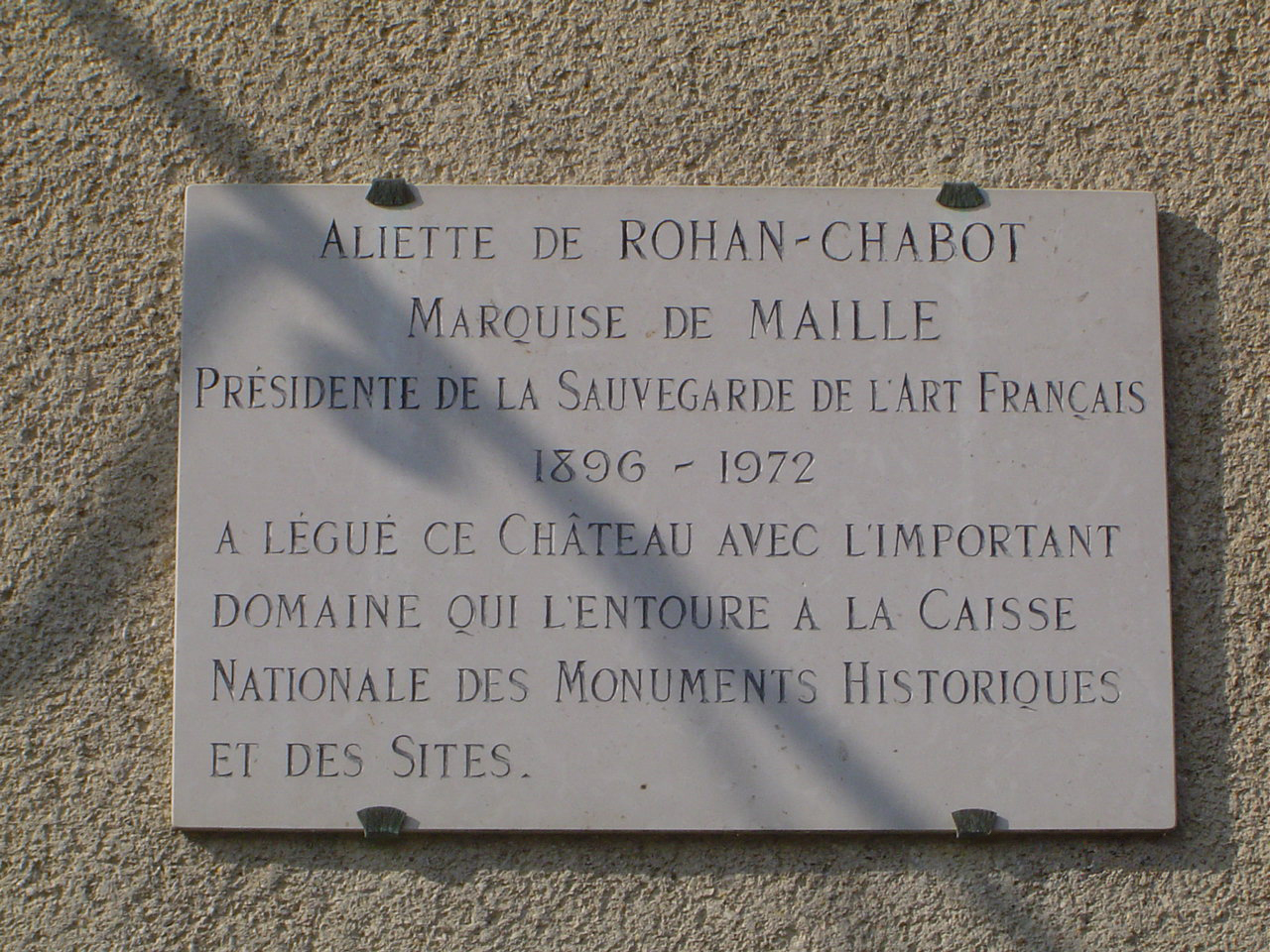
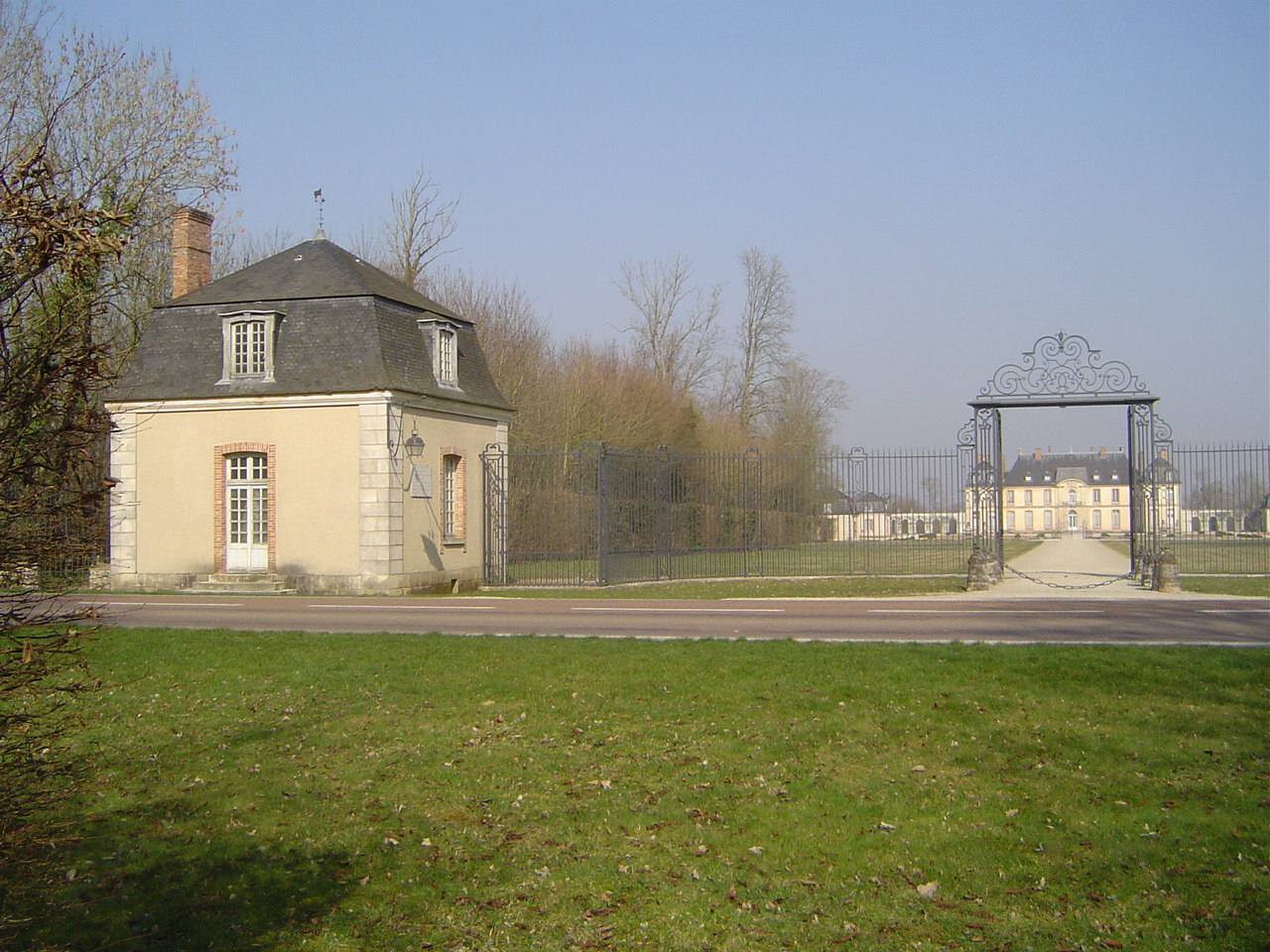
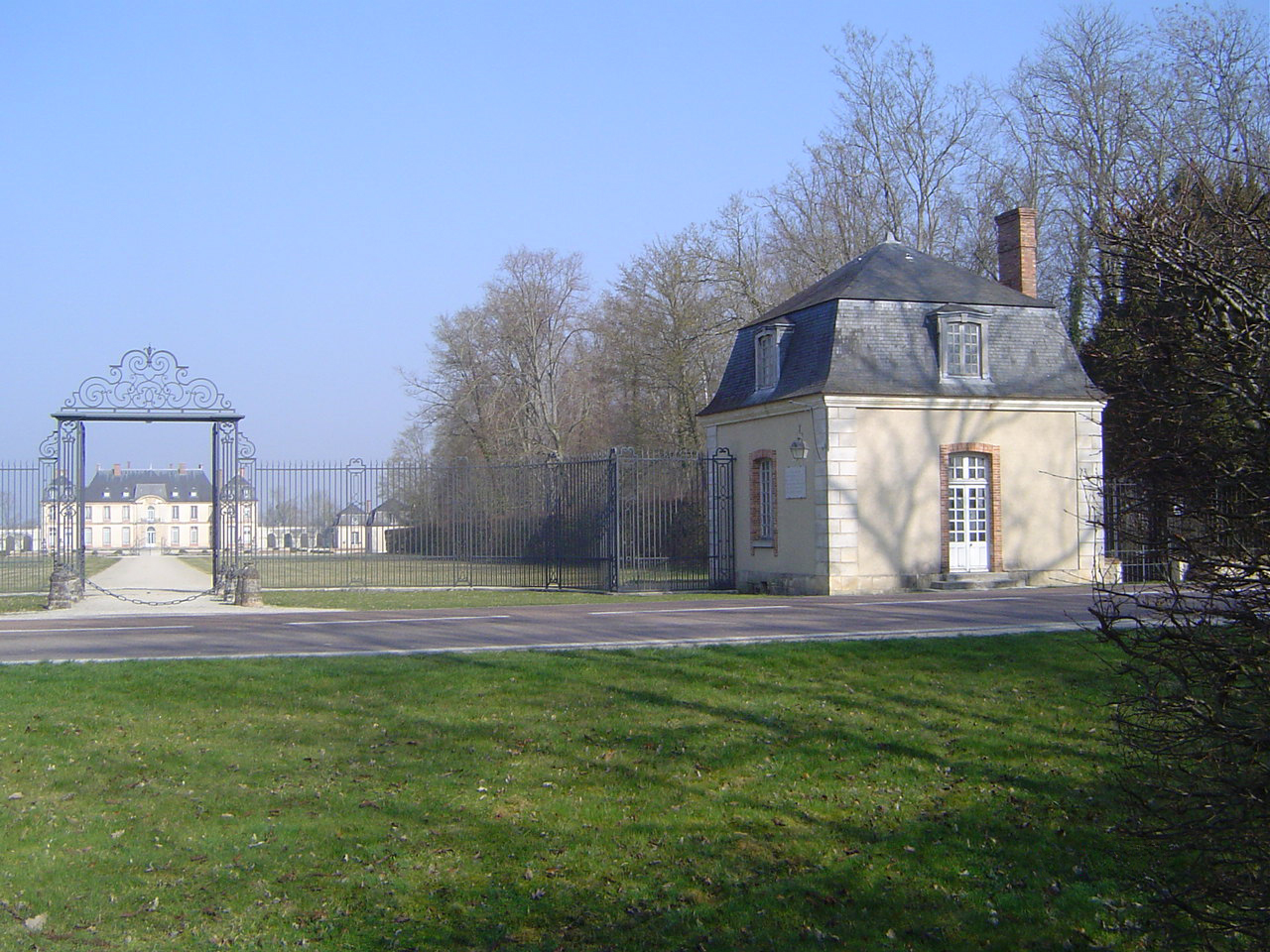

### Personnalités liées à la commune
- Joseph Marie Terray (1715-1778), abbé commendataire de Molesme et Troarn, contrôleur général des finances de Louis XV du 22 décembre 1769 au 24 août 1774, fit construire le château de la Motte-Tilly.
- Aliette de Maillé (1896-1972), archéologue spécialisée dans les édifices religieux et auteur de plusieurs ouvrages.
- L'artiste contemporain autodidacte sans étiquette Joaquim Baptista Antunes vit et produit son œuvre foisonnante de couleurs et de symboles depuis de nombreuses années dans son atelier de la Motte-Tilly[62].